# Płomień Milowice
Górniczy Klub Sportowy „Płomień Milowice” – nieistniejący, wielosekcyjny klub sportowy z Sosnowca założony w 1929 roku, przez strażaków kopalni "Wiktor". Klub w swej historii posiadał sekcje: piłki nożnej, judo, gimnastyki artystycznej, bokserską, siatkarską i szachową. 
W 1963 roku władze klubu i patronująca mu kopalnia "Milowice" (zmiana nazwy kopalni z "Wiktor" na "Milowice") postanowiły skoncentrować swe wysiłki na jednej dyscyplinie, w wyniku czego w 1964 roku w Milowicach powstał siatkarski ośrodek z prawdziwego zdarzenia. Największy rozgłos klubowi przyniosła sekcja siatkarska zarówno żeńska jak i męska, które zdobyły razem 16 medali Mistrzostw Polski oraz najcenniejsze trofeum europejskie jakim był wówczas Puchar Europy Mistrzów Krajowych (obecnie Liga Mistrzów). Klub został rozwiązany w 1992 roku, podzielając los swej opiekunki Kopalni Węgla Kamiennego Saturn. Spadkobiercą tradycji został klub z Ostrów Górniczych (dzielnica Sosnowca) – Górnik Kazimierz, z którym nastąpiła fuzja, a w konsekwencji utworzenie nowego podmiotu o nazwie GKS Kazimierz Płomień Sosnowiec.

## Sukcesy w siatkówce

### Sekcja żeńska
- Mistrzostw Polski:
  -  Mistrzostwo (5x): 1974, 1975, 1979, 1980, 1981
  -  2. miejsce (1x): 1989
  -  3. miejsce (5x): 1978, 1982, 1983, 1984, 1990
- Puchar Polski:
  -  finalista (5x): 1973, 1982, 1985, 1989, 1990
  -  3. miejsce (1x): 1991

### Sekcja męska
- Mistrzostw Polski:
  -  Mistrzostwo (2x): 1977, 1979
  -  2. miejsce (2x): 1975, 1976
  -  3. miejsce (1x): 1974
- Puchar Polski:
  -  Zwycięzca (1x): 1985
  -  finalista (2x): 1972, 1974
  -  3. miejsce (1x): 1982, 1990
- Puchar Europy Mistrzów Krajowych:
  -  Zwycięzca (1x): 1978
  -  3. miejsce (1x): 1979

### Historia w statystyce
| Sezon   | Miejsce w lidze mężczyzn       | Miejsce w pucharze mężczyzn | Miejsce w lidze kobiet                    | Miejsce w pucharze kobiet |
| ------- | ------------------------------ | --------------------------- | ----------------------------------------- | ------------------------- |
| 1969/70 | awans                          | -                           | -                                         | -                         |
| 1970/71 | 6                              | -                           | -                                         | -                         |
| 1971/72 | 7 (spadek)                     | 2                           | awans                                     | -                         |
| 1972/73 | awans                          | 4                           | 5                                         | 2                         |
| 1973/74 | 3                              | 4                           | 1                                         | 5                         |
| 1974/75 | 2                              | 4                           | 1                                         | 5                         |
| 1975/76 | 2                              | -                           | 4                                         | -                         |
| 1976/77 | 1                              | -                           | 4                                         | -                         |
| 1977/78 | 4                              | -                           | 3                                         | -                         |
| 1978/79 | 1                              | -                           | 1                                         | 5                         |
| 1979/80 | 5                              | -                           | 1                                         | -                         |
| 1980/81 | 8                              | -                           | 1                                         | -                         |
| 1981/82 | 6                              | 3                           | 3                                         | 2                         |
| 1982/83 | 6                              | -                           | 3                                         | -                         |
| 1983/84 | 6                              | 2                           | 3                                         | -                         |
| 1984/85 | 5                              | 1                           | 7                                         | 2                         |
| 1985/86 | 4                              | -                           | 4                                         | 4                         |
| 1986/87 | 7                              | -                           | 5                                         | -                         |
| 1987/88 | 9 (spadek)                     | -                           | 4                                         | 4                         |
| 1988/89 | awans                          | -                           | 2                                         | 2                         |
| 1989/90 | 6                              | 3                           | 3                                         | 2                         |
| 1990/91 | 4                              | -                           | 6                                         | 3                         |
| 1991/92 | 7 (spadek) (likwidacja sekcji) | -                           | wycofanie z rozgrywek (likwidacja sekcji) | -                         |

## Znani zawodnicy

### Sekcja żeńska
Mistrzynie Polski

- Danuta Hałaburda
- Grażyna Godlewska
- Teresa Rychlicka-Kasprzyk
- Irena Balińska
- D. Piela
- E. Piela
- T. Aszkiełowicz
- T. Wolnicka
- M. Przeniosło
- K. Próchnicka
- L. Łabuś
- H. Kaźmierczak
- Bożena Modnicka
- U. Krzyształowicz
- Barbara Rabajczyk
- Urszula Wilk
- E. Pytel
- A. Szczepańska
- A. Wojtusik
- B. Kokosza
- A. Szalbot
- Bladoszewska
- Białek
- Wojtusik
- Będkowska
- Halina Skorek
- Elżbieta Makowska-Florczyk
- B. Kuc

 Reprezentantki Polski 
- Grażyna Godlewska 1972-1977
- Danuta Hałaburda 1973-1975
- Bożena Modnicka 1971-1979
- Irena Balińska 1973–1976
- Danuta Piela  1973-1975
- Małgorzata Przeniosło 1973
- Teresa Rychlicka-Kasprzyk 1972-1976
- Halina Skorek (Kazimierczak) (1977-1981)
- Barbara Rabajczyk 1978-1980

### Sekcja męska
Pierwszy polski zdobywca Pucharu Europy w grach zespołowych.
 Mistrzowie Polski i zdobywcy PEMK 
- Wiesław Gawłowski
- Ryszard Bosek
- Włodzimierz Sadalski
- Leszek Molenda
- Krzysztof Kasprzyk
- Jerzy Malinowski
- Jan Rogowicz
- Waldemar Wspaniały
- Wojciech Piątek
- Wiesław Pawlik
- Waldemar Kmera

 Reprezentanci Polski 
- Ryszard Bosek 1973–1976
- Wiesław Gawłowski 1973–1976
- Lech Próchnicki 1970
- Jan Rogowicz 1969-1970
- Włodzimierz Sadalski 1975-1976
- Zbigniew Zarzycki 1972-1976
- Leszek Bobrowski 1969-1970
- Leszek Molenda 1977-1979
- Wiesław Dziura 1981-1982
- Marian Kardas Marian Kardas
- Maciej Fałowski

 Mistrzowie Olimpijscy 
- Ryszard Bosek - Montreal 1976
- Wiesław Gawłowski - Montreal 1976
- Włodzimierz Sadalski - Montreal 1976
- Zbigniew Zarzycki - Monachium 1972 (udział, 9m), Montreal 1976 (złoty medal)

 Mistrzowie Świata 
- Ryszard Bosek
- Wiesław Gawłowski
- Włodzimierz Sadalski
- Zbigniew Zarzycki

## Zasłużeni dla klubu
- Urszula Badziak
- Irena Balińska
- Danuta Hałaburda
- Bożena Kula
- Grażyna Godlewska
- Bożena Modnicka
- T. Wolnicka
- K. Próchnicka
- Teresa Rychlicka-Kasprzyk
- Halina Skorek
- Barbara Dawczyńska
- Halina Deńcowa
- Leokadia Zawadzka
- Aleksander Skiba
- Lech Baliński
- Leszek Bobrowski
- Ryszard Bosek
- Bogdan Drwięga
- Wiesław Gawłowski
- Andrzej Zyngier
- Andrzej Hawranek
- Wojciech Jaroszewski
- Janusz Ciapała
- Włodzimierz Sadalski
- Wiesław Dziura
- Waldemar Wspaniały
- Zbigniew Zarzycki
- Leszek Molenda
- Jerzy Malinowski
- Marian Kardas